# Genocídio ruainga

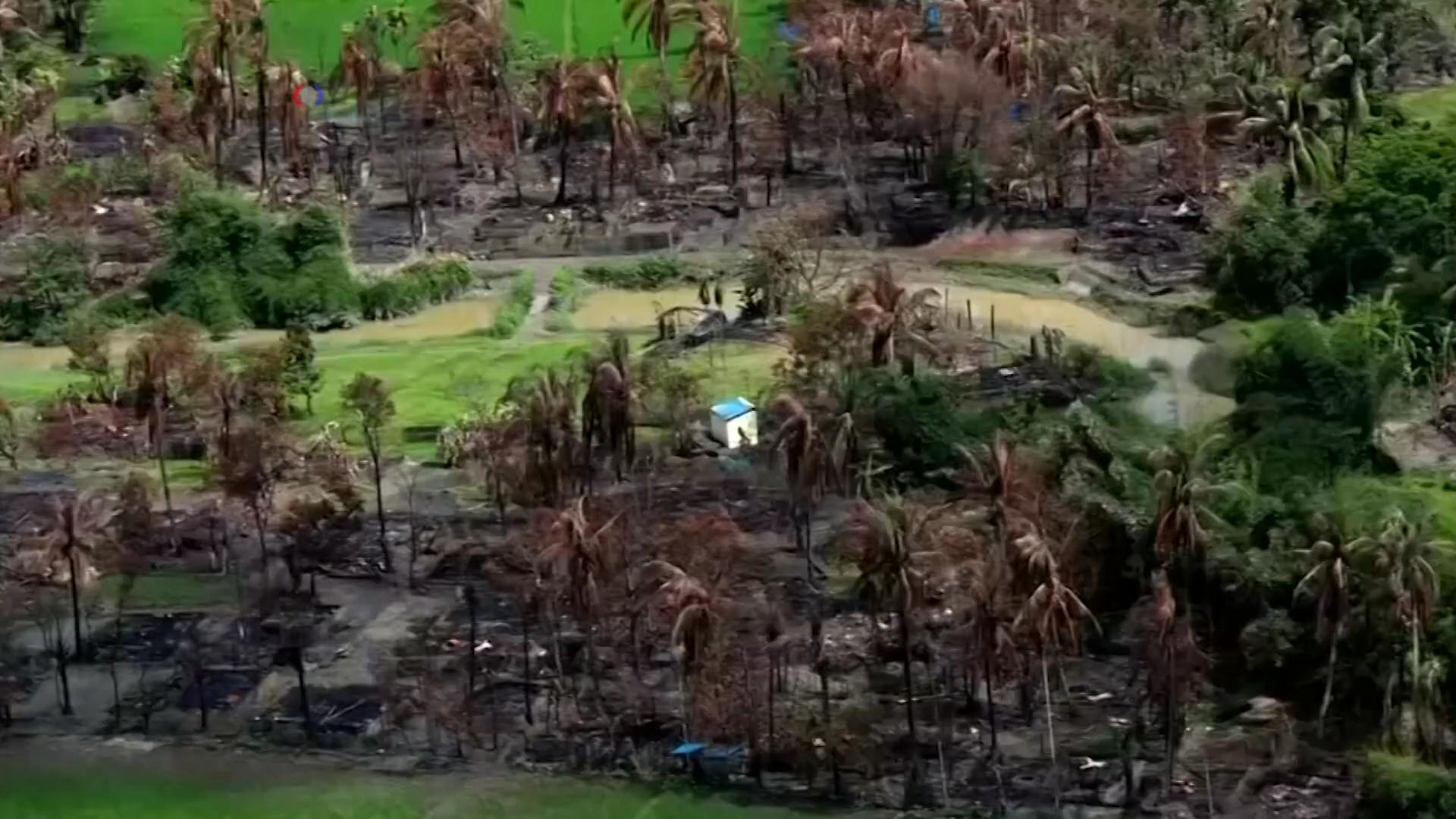
Vista aérea de uma vila rohingya destruída pelas chamas

O estado de Raquine, onde boa parte dos massacres aconteceram.

Genocídio ruainga refere-se à operação de limpeza étnica e a repressão militar em andamento realizada pelas forças armadas e pela polícia de Mianmar, de maioria budista, e por civis budistas arracaneses contra os muçulmanos ruaingas (rohingyas) no Estado de Raquine, na região noroeste do país. Os eventos incluíram massacres, estupros e incêndio criminoso das residências dos ruaingas.
As ações, que foram classificadas como genocídio pela Organização das Nações Unidas, deixaram um saldo de cerca de 725.000 deslocados pela violência e 25.000 mortes até agosto de 2018.
A repressão militar contra o povo ruainga atraiu críticas de vários lugares, incluindo as Nações Unidas, o grupo de direitos humanos Amnistia Internacional, o Departamento de Estado dos EUA e o governo da Malásia. A chefe de governo, de facto, Aung San Suu Kyi foi particularmente criticada por sua inatividade e silêncio sobre a questão e por fazer pouco para evitar abusos militares.
Os ruaingas são povos muçulmanos pelos quais foram descritos pelos Estados Unidos com um dos mais perseguidos do mundo. São cerca de 5% dos 60 milhões de habitantes que vivem em Myanmar.
Os ruaingas possuem direitos limitados onde vivem, no Mianmar. Eles só podem viajar ou se casar com a permissão das autoridades e, além disso, eles não possuem o direito de possuir alguma terra ou propriedade.